# Lex Poetelia
Lex Poetelia – ustawa rzymska wydana w roku 326 p.n.e. (lub 313 p.n.e.) przyjęta przez senat na wniosek Peteliusza, która wprowadzała zakaz niewoli za długi, znosząc czynność prawną nexum.